# Stadion Chalida bin Walida
Stadion Chalida bin Walida – wielofunkcyjny stadion w Himsie, w Syrii. Obiekt może pomieścić 35 000 widzów. Wykorzystywany jest do rozgrywania spotkań przez lokalne kluby piłkarskie, Al Karama i Al Wathba.